# نیپون استیل و سومیتومو متال
نیپون استیل و سومیتومو متال (انگلیسی: Nippon Steel & Sumitomo Metal) یک شرکت فولاد در کشور ژاپن است.
این شرکت در سال ۲۰۱۲ با ادغام دو شرکت نیپون استیل و سومیتومو متال تشکیل شده و در سال ۲۰۱۷ سومین شرکت بزرگ دنیا از لحاظ تولید بوده‌است.